# Niedtalbahn
| Brücke von Dillingen (Saar) nach Siersburg |                                                        |                                            |                                            |
| Streckennummer (DB): | 3212                                                   |                                            |                                            |
| Streckennummer (SNCF): | 176 000                                                |                                            |                                            |
| Kursbuchstrecke (DB): | DB 687 DB 265d (1964)                                  |                                            |                                            |
| Kursbuchstrecke: | 265h (Niedaltdorf – Dillingen (Saar) 1946) 267e (1944) |                                            |                                            |
| Streckenlänge: | 20 km                                                  |                                            |                                            |
| Spurweite: | 1435 mm (Normalspur)                                   |                                            |                                            |
| Streckengeschwindigkeit: | 80 km/h                                                |                                            |                                            |
| Zweigleisigkeit: | ehem. ja                                               |                                            |                                            |
| |                                                        |                                            |                                            |
| \| \| \| von Thionville \| \| \| \| 0,0 \| Bouzonville (Busendorf) \| Bouzonville (Busendorf) \| \| \| \| nach Völklingen \| \| \| \| \| Bouzonviller Tunnel (215 m) \| \| \| \| \| Borny-Tunnel (212 m) \| \| \| \| 3,3 \| Filstroff (Filsdorf) \| Filstroff (Filsdorf) \| \| \| 7,5 \| Guerstling (Gerstlingen) \| Guerstling (Gerstlingen) \| \| \| 7,7 \| Staatsgrenze Deutschland–Frankreich \| Staatsgrenze Deutschland–Frankreich \| \| \| 8,7 \| Niedaltdorf (neu: 1936?) \| Niedaltdorf (neu: 1936?) \| \| \| \| Niedaltdorfer Tunnel (180 m, abgetragen) \| \| \| \| 10,9 \| Hemmersdorf (früher: Kerprich-Hemmersdorf) \| Hemmersdorf (früher: Kerprich-Hemmersdorf) \| \| \| 15,3 \| Siersburg (früher: Büren-Itzbach) \| Siersburg (früher: Büren-Itzbach) \| \| \| \| Bundesautobahn 8 \| \| \| \| \| Saar \| \| \| \| \| Saarstrecke von Trier \| \| \| \| 20,3 \| Dillingen (Saar) \| Dillingen (Saar) \| \| \| \| Saarstrecke nach Saarbrücken \| \| |                                                        |                                            |                                            |
| Strecke |                                                        | von Thionville                             | von Thionville                             |
| Bahnhof | 0,0                                                    | Bouzonville (Busendorf)                    | Bouzonville (Busendorf)                    |
| Abzweig geradeaus und nach rechts |                                                        | nach Völklingen                            | nach Völklingen                            |
| Tunnel |                                                        | Bouzonviller Tunnel (215 m)                | Bouzonviller Tunnel (215 m)                |
| Tunnel |                                                        | Borny-Tunnel (212 m)                       | Borny-Tunnel (212 m)                       |
| ehemaliger Haltepunkt / Haltestelle | 3,3                                                    | Filstroff (Filsdorf)                       | Filstroff (Filsdorf)                       |
| ehemaliger Haltepunkt / Haltestelle | 7,5                                                    | Guerstling (Gerstlingen)                   | Guerstling (Gerstlingen)                   |
| Grenze | 7,7                                                    | Staatsgrenze Deutschland–Frankreich        | Staatsgrenze Deutschland–Frankreich        |
| Haltepunkt / Haltestelle | 8,7                                                    | Niedaltdorf (neu: 1936?)                   | Niedaltdorf (neu: 1936?)                   |
| Tunnel |                                                        | Niedaltdorfer Tunnel (180 m, abgetragen)   | Niedaltdorfer Tunnel (180 m, abgetragen)   |
| Bahnhof | 10,9                                                   | Hemmersdorf (früher: Kerprich-Hemmersdorf) | Hemmersdorf (früher: Kerprich-Hemmersdorf) |
| Haltepunkt / Haltestelle | 15,3                                                   | Siersburg (früher: Büren-Itzbach)          | Siersburg (früher: Büren-Itzbach)          |
| Brücke |                                                        | Bundesautobahn 8                           | Bundesautobahn 8                           |
| Brücke über Wasserlauf |                                                        | Saar                                       | Saar                                       |
| Abzweig geradeaus und von links |                                                        | Saarstrecke von Trier                      | Saarstrecke von Trier                      |
| Bahnhof | 20,3                                                   | Dillingen (Saar)                           | Dillingen (Saar)                           |
| Strecke |                                                        | Saarstrecke nach Saarbrücken               | Saarstrecke nach Saarbrücken               |

Die Bahnstrecke Bouzonville–Dillingen ist eine nicht elektrifizierte und heute nur noch eingleisige Bahnstrecke zwischen Bouzonville in Frankreich und Dillingen in Deutschland. Bis zum Zweiten Weltkrieg war sie Teil einer strategischen Hauptbahn, die von Dillingen über Bouzonville (Busendorf) und weiter nach Metz führte. Die auf dem deutschen Abschnitt der Strecke verkehrende Regionalbahnlinie wird auch als Niedtalbahn bezeichnet.

## Streckenverlauf
Die Bahnstrecke verläuft nach der Querung der Saar bis Bouzonville in dem weiten Tal der Nied. Die Saarbrücke wurde im Juli 1987 beim Ausbau der Saar zur Großschifffahrtsstraße durch eine moderne Stahlbogenbrücke ersetzt. Kurz danach verschwindet die Strecke bis kurz vor dem Haltepunkt Siersburg in einem tiefen Einschnitt eines Ausläufers des Hoesbergs. Kurz vor dem Bahnhof Hemmersdorf verläuft die Strecke erneut in einem Einschnitt. Hier befand sich der Niedaltdorfer Tunnel mit einer Länge von 180 Metern. Der Tunnel wurde 1948 während des Rückbaus des zweiten Streckengleises aufgeschlitzt.
Hinter Niedaltdorf quert die Strecke auf einer Stahlbrücke das Tal des Ihner Baches, anschließend erreicht sie nach Querung der deutsch-französischen Grenze den Bahnhof Guerstling. Kurz vor der Einfädelung in die Strecke von Béning verläuft die Strecke durch zwei Tunnel, nach denen sie schließlich den Bahnhof Bouzonville erreicht.

## Geschichte
Die Strecke wurde zwischen 1897 und 1901 von den Reichseisenbahnen in Elsaß-Lothringen als zweigleisige Hauptbahn erbaut und am 1. Juli 1901 zwischen Dillingen und Busendorf (Bouzonville) in Betrieb genommen. Der Weiterbau wurde 1908 eröffnet, so dass die Züge nun bis Metz durchfuhren. Im Ersten Weltkrieg diente die Strecke Truppentransporten. Sie war maßgebliche Route für den Aufmarsch des Westheeres und hatte zu diesen Zwecken eine Verbindungskurve vom Saardamm zur Saarstrecke in Richtung Beckingen erhalten. Die Verbindungskurve, die auf alten Karten eingetragen ist, wurde um 1920 wieder abgebaut. Nach dem Ersten Weltkrieg querte zwar die deutsch-französische Grenze zwischen den Stationen Kerprich-Hemmersdorf und Gerstlingen diese Strecke, aber es bestand weiterhin Personenverkehr zwischen Dillingen und Bouzonville. Nach der Rückgliederung des Saargebietes ins Deutsche Reich am 1. März 1935 übernahm die Deutsche Reichsbahn den in Deutschland liegenden Streckenabschnitt und richtete in Niedaltdorf einen Haltepunkt ein, an dem die Züge von Dillingen endeten; Züge nach Bouzonville begannen bereits in Hemmersdorf. Während des Zweiten Weltkrieges gab es wieder durchgehenden Verkehr von Dillingen bis Metz.
Am 7. Oktober 1944 zerstörte ein US-amerikanischer Bomberverband die Eisenbahnbrücke über die Saar bei Dillingen, um den Nachschub an die Westfront zu unterbinden. Der Personenverkehr zwischen Bouzonville und Niedaltdorf wurde nach Ende des Zweiten Weltkrieges 1945 eingestellt. 1948 wurde die Strecke aufgrund von Kriegszerstörungen auf eingleisigen Betrieb umgebaut. Ende der 1970er Jahre wurde der Bahnhof Siersburg zum Haltepunkt zurückgebaut. Der Personenverkehr zwischen Dillingen und Niedaltdorf wurde bei der Deutschen Bundesbahn zunächst mit Lokomotiven der Baureihe 78 im Wendezugdienst mit indirekter Steuerung (Hagenuk-Gerät) und danach unter anderem mit Uerdinger Schienenbussen sowie mit Dieselloks der Baureihe 212 vor Wendezügen durchgeführt.
Besondere Bedeutung erlangten die Flüssigeisentransporte („Suppenzüge“), die zwischen der Dillinger Hütte und lothringischen Stahlwerken verkehrten.
Während der Dampflokära kamen vorwiegend Lokomotiven der Baureihe 50 zum Einsatz. Nach der Verdieselung waren es die Lokomotiven der Baureihe 290, die regelmäßig vor Güterzügen auf der Niedtalbahn anzutreffen waren. In Ausnahmefällen waren auch Maschinen anderer Baureihen wie etwa der 218 der DB vor Güterzügen zu sehen, wie auf Fotos dokumentiert ist.
Um die Strecke zukünftigen Anforderungen anzupassen, wurden vom 28. Juli bis 19. August 2007 von DB Netz AG insgesamt 7,5 Kilometer Gleis komplett erneuert. Die alten Holzschwellen wurden dabei durch moderne Betonschwellen ersetzt. Die Kosten des Umbaus betrugen rund 3,6 Millionen Euro.
Im Jahre 2010 setzte sich Martin Silvanus, Bürgermeister von Rehlingen-Siersburg, gemeinsam mit lothringischen Politikern für eine Wiederbelebung der Strecke und eine Weiterführung nach Luxemburg ein. Die Einstellung des durchgehenden Güterverkehrs zum Fahrplanwechsel 2013/2014 am 13. Dezember 2013 hat Befürchtungen aufkommen lassen, es handele sich um einen ersten Schritt zur Einstellung des gesamten Verkehrs. Die Ortsräte von Niedaltdorf und Guerstling fassten eine Resolution zum Erhalt des Schienenpersonennahverkehrs auf der Strecke. Der Wochenspiegel berichtete am 17. Februar 2014, dass auch nach Einstellung des Güterverkehrs die Perspektive eines durchgehenden Verkehrs bis Luxemburg in den Kommunen für wichtig befunden wird. Eigentlich war die Stilllegung der Strecke vorgesehen, doch wurde das entsprechende Verfahren 2019 abgesagt, womit der Erhalt vorerst gesichert ist.
Im Rahmen der Neuaufstellung des Verkehrsentwicklungsplans für das Saarland wurde eine Untersuchung des volkswirtschaftlichen Nutzens einer Wiedereinführung des Schienenpersonennahverkehrs zwischen Niedaltdorf und Bouzonville durchgeführt. In der Untersuchung wurde lediglich ein Kosten-Nutzen-Faktor von 0,2 ermittelt, womit das Projekt nicht volkswirtschaftlich sinnvoll ist und nicht durch öffentliche Mittel gefördert werden kann. Zur Umsetzung des Projektes ist mindestens ein Kosten-Nutzen-Faktor mit dem Wert 1 erforderlich. Das Gutachten des saarländischen Verkehrsministeriums wird durch den Verkehrsclub Deutschland kritisiert, weil es lediglich den Personenverkehr berücksichtige, den möglichen und bereits angefragten Güterverkehr aber außen vor lasse.

## Verkehr

### Personennahverkehr
DB Regio bedient den deutschen Abschnitt der Strecke seit März 2019 stündlich mit Triebwagen der Baureihe 642. Zuvor setzte setzte auf der Strecke Fahrzeuge der Baureihe 628 ein. Die niedrigen Bahnsteige entlang der Strecke ermöglichen keinen barrierefreien Zustieg. Auch fielen häufig Verkehre aus.
Seit 1998 wird Bouzonville jeweils am Karfreitag von Sonderzügen zum „Karfreitagsmarkt“ angefahren. Die beiden Partnerkommunen Bouzonville und Siersburg bemühen sich seitdem auch um die Wiederaufnahme eines regelmäßigen grenzüberschreitenden Verkehrs. Im Jahr 2015 fand ein „Kleiner Bahngipfel“ in Siersburg statt, bei dem die Perspektiven der Niedtalbahn mit Vertretern aus dem Saarland und Lothringen erörtert wurden. Eine diesbezügliche Resolution der Kommunen Bouzonville und Rehlingen-Siersburg wird von der CDU Dillingen (Saar) unterstützt.

### Güterverkehr
Nachdem die Güterverkehre stetig zurückgegangen waren, wurden nach der Jahrtausendwende nur noch wenige Güterzüge täglich zwischen Dillingen und Bouzonville gefahren. Dabei kamen bis zum Frühjahr 2013 französische Diesellokomotiven der Baureihe BB 61000 der SNCF zum Einsatz. Seit dem Fahrplanwechsel bei den europäischen Bahnen im Dezember 2013 ist der Güterverkehr auf der Strecke, die seither auf französischer Seite für Zugfahrten gesperrt ist, eingestellt. Bis dahin konnten an Werktagen noch zwei Zugpaare von der Dillinger Hütte nach Dünkirchen bzw. in der Gegenrichtung mit Lokomotiven der Class 77 des französischen Leasing-Unternehmens Akiem beobachtet werden. Es gibt jedoch Bemühungen, die Kalkzüge, die von Europorte mit Maschinen der Bauart DE 18 von Vossloh in Doppeltraktion gefahren werden, über die Niedtalbahn zu führen, wozu bereits 2018 Schulungsfahrten durchgeführt wurden. Allerdings weigert sich die SNCF einen zur Einstellung der für die Zugfahrt notwendigen Fahrstraßen erforderlichen Fahrdienstleiter nach Bouzonville zu entsenden, so dass die Züge bis auf weiteres über Forbach und Saarbrücken einen Umweg zum Fahrtziel Dillinger Hütte nehmen müssen. Mit diesem Umstand sowie weiteren Potenzialen der Verlagerung des Güterverkehrs auf die Schiene durch das Niedtal befasste sich der Landtag des Saarlandes in seiner Sitzung vom 13. Juni 2018.